# Olivier Lenglet
Olivier Serge Lenglet (ur. 20 lutego 1960 w Saint-Quentin) – francuski szermierz, szpadzista. Dwukrotny medalista olimpijski i wielokrotny medalista mistrzostw świata.
Na igrzyskach olimpijskich w Los Angeles w 1984 roku reprezentacja Francji w składzie: Philippe Boisse, Jean-Michel Henry, Olivier Lenglet, Philippe Riboud i Michel Salesse zdobyła srebrny medal w zawodach drużynowych. Indywidualnie zajął trzynaste miejsce. Na rozgrywanych cztery lata później igrzyskach olimpijskich w Seulu wspólnie z Frédérikiem Delplą, Jean-Michelem Henrym, Philippe'em Riboud i Érikiem Sreckim zwyciężył w rywalizacji drużynowej. W zawodach indywidualnych nie startował. Brał również udział w igrzyskach olimpijskich w Barcelonie w 1992 roku, zajmując czwarte miejsce drużynowo i siedemnaste indywidualnie.
Podczas mistrzostw świata w Rzymie w 1982 roku razem z Philippe'em Boisse, Michelem Salesse i Philippe'em Riboud wywalczył złoty medal drużynowo. W tej samej konkurencji zdobywał następnie złoty medal na mistrzostwach świata w Wiedniu (1983) oraz srebrne na mistrzostwach świata w Lyonie (1990) i mistrzostwach świata w Budapeszcie (1991). Ponadto podczas mistrzostw świata w Sofii w 1986 roku zdobył brązowy medal w turnieju indywidualnym, plasując się za Riboudem i Rumunem Miklósem Bodoczym.